# Craig T. James
Craig Taylor James (Augusta, 5 maggio 1941) è un politico statunitense, membro della Camera dei Rappresentanti per lo stato della Florida dal 1989 al 1993.

## Biografia
Nato ad Augusta, James si iscrisse all'Università della Florida e dopo la laurea in legge lavorò come avvocato nella città di DeLand. Entrato in politica con il Partito Repubblicano, fu commissario dell'autorità immobiliare locale.
Nel 1988 si candidò alla Camera dei Rappresentanti e riuscì a sconfiggere di misura il deputato democratico in carica da vent'anni Bill Chappell. Riconfermato dagli elettori nel 1990, non si candidò per un terzo mandato nel 1992 e lasciò il Congresso dopo quattro anni di permanenza.